# الحويز (حماة)
الحويز قرية في منطقة الغاب التابعة لمحافظة حماة في سورية. تقع في شمال سهل الغاب. تعتبر الحويز من أقدم القرى بسهل الغاب، وهي تنقسم إلى عدة حارات، هي: عين الحويز والحويز الجنوبي والحويز الشمالي والحويز تحتاني والحرية، وكل من هذه التقسيمات له تقسيمات أخرى. توجد في الحويز مدرستان ابتدائيَّتان، هما مدرسة الحرية ومدرسة الحويز، كما توجد اثنتان إعداديَّتان هما الحويز والحرية، وأخيراً توجد ثانوية واحدة هي مدرسة الحويز الثانوي.
خلال الثورة السورية، تعرّضت بلدة الحويز للقصف العشوائي بآلاف البراميل المتفجرة والصواريخ والقذائف المدفعية من قبل قوات نظام الأسد، وذلك لخروجها مبكرًا في الثورة السورية ضد نظام آل الأسد حيث دمرت غالبية بيوتها وهجر أهلها. وقد أصبحت الحويز من أهم معاقل الثوار والحراك المسلح ضد النظام. تمكّن نظام الأسد من استعادتها بعد تدميرها يوم 16 أيار (مايو) 2019.

## التاريخ
في يوم 6 تشرين أول (أكتوبر) 2012، تعرَّضت الحويز إلى قصف مدفعي عنيف من قبل قوات نظام الأسد استهدف منازل المدنيين في القرية، ما أدى إلى حركة نزوح شديدة للأهالي.
وفي 23 شباط (فبراير) 2015، وثِّقَ إلقاء طيران الأسد المروحي براميل متفجرة على القرية.